# Buněčná linie HeLa9903

Buněčná linie HeLa9903

Buněčná linie HeLa9903 je lidská tkáňová kultura stabilně transfekovaná expresním konstruktem hERα a reportérovým konstruktem luciferasy. Buněčná linie HeLa9903 je používána pro studium interakce chemických látek s estrogenovým receptorem. 

## Charakteristika
HeLa9903 (ECACC 11033105) je odvozena od buněčné linie HeLa, která byla získána z cervikálního karcinomu (karcinom děložního hrdla) 31leté ženy. HeLa9903 je navíc stabilně transfekována dvěma konstrukty:
- expresní konstrukt hERα, který je kompletním genem kódujícím lidský estrogenový receptor
- konstrukt pro luciferasu světlušky, který nese pět tandemových repetic vitellogeninového estrogen responzivního elementu řízeného myším metalotioneinovým prostorovým TATA prvkem

## Využití
Buněčná linie slouží k ověření schopnosti látek vázat se vázat se, ať jako agonista nebo antagonista, na estrogenové receptory. In vitro testy s buněčnou kulturou HeLa9903 jsou součástí testovacího protokolu OECD pro detekci chemikálií s potenciální estrogenovou aktivitou. 

## Kultivace
Pro kultivaci je doporučeno médium DMEM bez fenolové červeně s 2mM glutaminem, 10 % FBS, 16 μg/ml blasticidinu a 800 μg/ml G418. Alternativně může být také použito médium EMEM bez fenolové červeně s 60 mg/l kanamycinu a 10 % DCC-FBS.